# Човек судбине
„Човек судбине“ је југословенски филм из 1959. године. Режирала га је Мирјана Самарџић, а сценарио је писао Џорџ Бернард Шо.

## Улоге
| Глумац               | Улога |
| -------------------- | ----- |
| Мери Бошкова         |       |
| Мирко Милисављевић   |       |
| Славко Симић         |       |
| Александар Стојковић |       |